# Il bambino sottovuoto
Il bambino sottovuoto (Konrad aus der Konservenbüchse) è un libro di Christine Nöstlinger pubblicato nel 1975.
Favola ipermoderna che narra la storia di Marius, bambino sintetico e liofilizzato che una potente ed efficiente multinazionale produce per soddisfare le richieste di genitori acquirenti, esigenti e frettolosi, con poco tempo da perdere per la procreazione, l'accudimento e l'educazione dei figli.

## Trama
Il libro parla di una signora, Berta Bartolotti, che un giorno riceve per errore una scatola contenente un bambino sotto vuoto. Dopo l'iniziale perplessità, la signora si affeziona al bimbo e decide di trattarlo come se fosse suo figlio: con l'aiuto degli amici Egon e Kitty Berta Bartolotti cresce il piccolo Marius. Un giorno, però, la fabbrica che ha prodotto il bambino sottovuoto, per rimediare al proprio errore di spedizione, vorrebbe riprenderselo. Per poterlo tenere con sé, Berta decide di rendere Marius un bambino maleducato e irrispettoso: la fabbrica, infatti, garantisce a tutti i genitori-acquirenti bambini dall'ottima educazione e rinuncia così a riprendersi il piccolo Marius.

## Il protagonista
Marius è un personaggio che appartiene alla specie dei Pinocchi, dei replicanti, degli esseri magici e diversi, e, perché no, dei bambini mai adulti come Peter Pan. Anche se dopo qualche pagina, quando si comincia a stare al gioco, non si ha nessun problema a considerarlo un bambino normalissimo.